# Liste der Stolpersteine im Kölner Stadtteil Müngersdorf
Die Liste der Stolpersteine im Kölner Stadtteil Müngersdorf führt die vom Künstler Gunter Demnig verlegten Stolpersteine im Kölner Stadtteil Müngersdorf auf.
Die Liste der Stolpersteine beruht auf den Daten und Recherchen des NS-Dokumentationszentrums der Stadt Köln, zum Teil ergänzt um Informationen und Anmerkungen aus Wikipedia-Artikeln und externen Quellen. Ziel des Kunstprojektes ist es, biografische Details zu den Personen, die ihren (letzten) freiwillig gewählten Wohnsitz in Köln hatten, zu dokumentieren, um damit ihr Andenken zu bewahren.
Anmerkung: Vielfach ist es jedoch nicht mehr möglich, eine lückenlose Darstellung ihres Lebens und ihres Leidensweges nachzuvollziehen. Insbesondere die Umstände ihres Todes können vielfach nicht mehr recherchiert werden. Offizielle Todesfallanzeigen aus den Ghettos, Haft-, Krankenanstalten sowie den Konzentrationslagern können oft Angaben enthalten, die die wahren Umstände des Todes verschleiern, werden aber unter der Beachtung dieses Umstandes mitdokumentiert.
| Bild                                                  | Name sowie Details zur Inschrift                                                                                                | Adresse                      | Zusätzliche Informationen |
| ----------------------------------------------------- | --- | ---------------------------- | --- |
| Stolperstein für Esther Düring (Büsdorfer Straße 2)   | Hier wohnte Esther Düring, geb. Herschaff (Jahrgang 1890) Flucht Holland Deportiert Auschwitz Für tot erklärt                   | Büsdorfer Str. 2 (Standort)  | Der Stolperstein erinnert an Esther Düring (geb. Herschaff), geboren am 9. August 1890 in Paris. Esther Düring war die Ehefrau des Fabrikanten Leonhard Düring. Das Paar hatte zwei Kinder. Als sich die Lebensbedingungen für jüdische Bürger nach der Machtergreifung der Nationalsozialisten zunehmend verschlechterten, flüchtete die Familie nach Holland und wohnte zunächst mit einer weiteren jüdischen Familie in Noorder Amstellaan 147 III in Amsterdam. Das Eigentum der Familie wurde in der nationalsozialistischen Lippmann, Rosenthal & Co. Sarphatistraat-Raubbank verwaltet, eingezogen und später verwertet. Nach der Besetzung der Niederlande durch die deutsche Wehrmacht wurde Esther Düring verhaftet und ins KZ Bergen-Belsen verschleppt. Am 27. Januar 1944 wurde sie mit dem Transport XXIV/3 (Nr. 42) in das Ghetto Theresienstadt deportiert und von dort am 28. Oktober 1944 mit dem Transport Ev (Nr. 284) nach Auschwitz verbracht, wo sich ihre Spur verliert. Ein weiterer Stolperstein wurde für Esther Düring in der Nietzschestraße 6 (Lindenthal) verlegt. |
| Stolperstein für Leonhard Düring (Büsdorfer Straße 2) | Hier wohnte Leonhard Düring (Jahrgang 1898) Deportiert Auschwitz Für tot erklärt                                                | Büsdorfer Str. 2 (Standort)  | Der Stolperstein erinnert an Leonhard Düring, geboren am 8. Juli 1889 in Köln Leonhard Düring war Mitbesitzer der Firma Adolf & Leonhard Düring, die Lötapparate, Heiz- und Kochapparate herstellte. Er war mit Esther Düring, geb. Herschaff verheiratet. Das Paar hatte zwei Kinder. Als sich die Lebensbedingungen für jüdische Bürger nach der Machtergreifung der Nationalsozialisten zunehmend verschlechterten, flüchtete die Familie nach Holland und wohnte zunächst mit einer weiteren jüdischen Familie in Noorder Amstellaan 147 III in Amsterdam. Das Eigentum der Familie wurde in der nationalsozialistischen Lippmann, Rosenthal & Co. Sarphatistraat-Raubbank verwaltet, eingezogen und später verwertet. Nach der Besetzung der Niederlande durch die deutsche Wehrmacht wurde Leonhard Düring verhaftet und ins KZ Bergen-Belsen verschleppt. Am 27. Januar 1944 wurde er mit dem Transport XXIV/3 (Nr. 41) in das Ghetto Theresienstadt deportiert und von dort am 28. September 1944 mit dem Transport Ek (Nr. 1507) nach Auschwitz verbracht, wo er am 30. September 1944 ermordet wurde. Die zwei Kinder der Familie haben den Holocaust überlebt. Ein weiterer Stolperstein wurde für Leonhard Düring in der Nietzschestraße 6 (Lindenthal) verlegt. |
| Stolperstein für Fritz Stoffels (Belvederestraße 147) | Hier wohnte Fritz Stoffels (Jahrgang 1898) Haft 1939–42 und 1943 Zuchthaus Brandenburg Hingerichtet 14. August 1944 Fallbeil    | Belvederestr. 147 (Standort) | Der am 20. Januar 2007 verlegte Stolperstein erinnert an Friedrich (Fritz) Stoffels, geboren am 7. August 1898 in Hamborn. Fritz Stoffels war bis zur Verbot der Glaubensgemeinschaft der Bibelforscher (seit 1931: Zeugen Jehovas) im Juni 1933 Vollzeitprediger (Kolporteur). Auch nach dem Verbot der Glaubensgemeinschaft betätigte sich Fritz Stoffels und seine Frau Klara im Untergrund weiterhin aktiv missionarisch und organisierte den Druck und die Verteilung der religiosen Schriften und des Wachtturms. Friedrich Stoffels wurde 1939 in Köln wegen illegaler Verbreitung des Wachtturms verhaftet und zu drei Jahren Zuchthaus verurteilt. Nach seiner Freilassung ging das Ehepaar Stoffels nach Oberhausen und schlossen sich der im Untergrund tätigen Gruppe der Zeugen Jehovas um Auguste Hetkamp und Julius Engelhard an. Im April 1943 wurde Gruppe von der Gestapo verhaftet. Fritz und Klara Stoffels wurden, zusammen mit den anderen Zeugen Jehovas in Berlin inhaftiert und 1944 vor dem 6. Senat des Volksgerichtshof angeklagt. Am 2. Juni 1944 wurde Fritz Stoffels, seine Frau und die Mitangeklagten der Zeugen-Jehovas-Gruppe vom Volksgerichtshof wegen „Wehrkraftzersetzung“ und „Feindbegünstigung“ zum Tode verurteilt. Fritz Stoffels wurde am 14. August 1944 in der Hinrichtungsstätte Brandenburg-Görden durch die Guillotine hingerichtet. |
| Stolperstein für Klara Stoffels (Belvederestraße 147) | Hier wohnte Klara Stoffels, geb. Wichers (Jahrgang 1904) Verhaftet 1943 Berlin-Plötzensee Hingerichtet 11. August 1944 Fallbeil | Belvederestr. 147 (Standort) | Der am 20. Januar 2007 verlegte Stolperstein erinnert an Klara Stoffels (geb. Wiechert), geboren am 7. Dezember 1904. Klara Stoffels engagierte sich gemeinsam mit ihrem Mann Fritz bereits vor der Machtergreifung der Nationalsozialisten bei den Zeugen Jehovas. Bis 1935 wohnte das Ehepaar Stoffels in der Simrockstraße in Ehrenfeld. Nachdem Fritz Stoffels seine Arbeit aufgrund seines Glaubens nicht mehr ausüben durfte, zog die Familie 1935 in das Bahnhofsgebäude nach Müngersdorf. Den Vertrieb der verbotenen Zeitschrift Wachtturm und die Verteilung von Flugblättern organisierten beide im Untergrund. Im Frühjahr 1943 wurde Klara Stoffels im Zuge einer großen Verhaftungswelle von Zeugen Jehovas, die im Rheinland und Ruhrgebiet stattfand, verhaftet. Sie wurde nach Berlin in das Frauengefängnis Barnimstraße gebracht und am 6. Juni 1944 vom 6. Senat des Volksgerichtshofs wegen „Wehrkraftzersetzung“ und „landesverräterischer Feindbegünstigung“ zum Tode verurteilt. Das Todesurteil wurde am 11. August 1944 in der Hinrichtungsstätte Berlin-Plötzensee durch das Fallbeil vollstreckt. |

## Quelle
- NS-Dokumentationszentrum - Stolpersteine | Erinnerungsmale für die Opfer des Nationalsozialismus (Stadtteilliste Müngersdorf)